# Hausen (okres Forchheim)
Hausen je obec v severním Bavorsku v zemském okrese Forchheim. V roce 2007 oslavila 1000 let své historie. Obec leží mezi městy Bamberk a Erlanky blízko okresního města Forcheim.